# Maxwell Bay, Antarktis
Maxwell Bay, även Bahía Guardia Nacional (Argentina) och Bahía Fildes, (Chile) är en vik i Antarktis. Den ligger i Sydshetlandsöarna. Argentina, Chile och Storbritannien gör anspråk på området.